# Graafschap Luxemburg
Het graafschap Luxemburg is ontstaan als Duits leen in 963 vergeven aan een graaf Siegfried, die de stamvader van het huis Luxemburg is. De graaf werd in 1354 tot hertog verheven.

## Etymologie
De oorspronkelijke benaming van "Luxemburg" is Lutzelburg; de eerste vermeldingen ervan in oorkonden zijn echter gelatiniseerde vormen, waarvan de oudste, Lucilinburhuc, dateert van 963. Vervolgens wordt er in 1125 van burgus Lucelenburgensis en opidum et castrum Luxelenburgensis gesproken.
De naam Lutzelburg bestaat uit twee Germaanse woorden: lutila ("klein", "luttel") en Burg ("burcht"); Lutzelburg betekent dus zoveel als een "kleine burcht". Het Germaanse woord lutila is verwant met het Engelse little en het Nederlandse luttel, woorden die eveneens "klein" of "onbeduidend" betekenen. De umlaut zou aan het einde van de middeleeuwen boven de eerste "u" komen.
In de loop van de middeleeuwen veranderde in het Frans de tweede letter "l" tot een "n". De Franse spelling borduurde voort op de Latijnse, door de "tz"-klank te blijven schrijven als "c" en later als "cc". In het Hoogduits, dat veel sneller enigszins een eenheidstaal werd, gebeurde dit echter niet, en deed de umlaut zijn intrede.
- Frans: Lucilinburhuc ⇒ Lucenburg ⇒ Luccenburg
- Hoogduits: Lutzelburg ⇒ Lützelburg

De dubbele "cc" stelt waarschijnlijk een dubbele s-klank voor. In oude Franse oorkonden wordt die dubbele s-klank voorgesteld door een "x" zoals in het geval van Auxerre (uitgesproken als "Ausserre"). Zodoende werd de "cc" vervangen door een "x". In het Frans kan geen "n" voor een "b" staan omwille van de uitspraak, dus in Franse oorkonden veranderde die "n" in "m". Ook werd het naamdeel burg later gespeld als bourg.
- Frans: Luccenburg ⇒ Luxenburg ⇒ Luxemburg ⇒ Luxembourg

Het Frans had eeuwenlang grote invloed op veel andere Europese talen, maar die was niet overal even sterk en gelijktijdig; zo ontwikkelde de spelling in elk Nederlands dialect zich niet alleen als van nature verschillend maar was de Franse invloed ook wisselend.
- In sommige Nederlandse dialecten en het Hoogduits nam men eerst deze "c" over; in het Groot Privilege (14 maart 1477) schreef men Lucemborgh[1], waarin opmerkelijk is dat hier ook de "n" voor de "b" vervangen is door een "m", hoewel later de "n" in de Nederlandse spelling weer terugkeert.
- In de Ban tegen Willem van Oranje[2] wordt het hertogdom Luxenborg genoemd (15 maart 1580). Hier wordt de "c" dus vervangen door een "x".
- Johannes Janssonius maakte in 1630 zijn kaart Ducatus Lutzenburgicus, waar hij het bijschrift Beschryvinghe van Lutzenburgh ende Trier aan toevoegde[3]. Dat hij 50 jaar na de Ban tegen Willem van Oranje nog steeds "tz" spelde, toont wederom aan dat de spelling niet gelijkopgaand was.
- P.C. Hooft schreef Luxenburgh in zijn Nederlandsche Historiën (1642).

Het Nederlands en Hoogduits volgden uiteindelijk de n/m-verwisseling, maar bleven burg zonder Franse "ou" spellen (de variant borg verdween). Bovendien verdween de gebruikelijke "h" achter de "g" in elk Nederlands woord. In het Hoogduits werd ütz ten slotte vervangen door ux.
- Nederlands/Hoogduits: Luxenburg(h) ⇒ Luxemburg

In het hedendaags Duits en Nederlands wordt de (gedeeltelijke verfranste) benaming "Luxemburg" steeds gebruikt. Daar de 'x' in het Nederlands en Duits niet als dubbele s-klank geldt, maar als ks, wordt het uitgesproken als Luksemburg. In het Waals is de dubbele s-klank in de spelling bewaard gebleven: Lussimbork.
In het Luxemburgs zelf heeft de naam een iets andere ontwikkeling gehad: de 'ü' veranderde in een 'ë', de 'l' voor de b viel weg en burg veranderde in buerg.
- Luxemburgs: Lützelburg ⇒ Lëtzelburg ⇒ Lëtzebuerg

## Geschiedenis

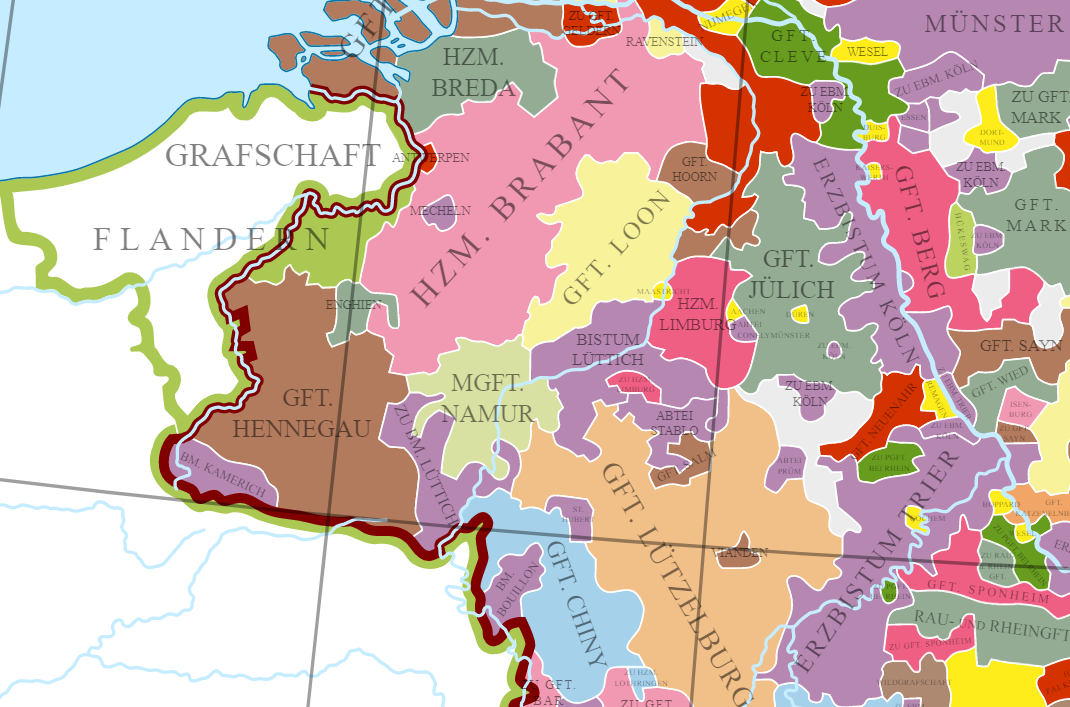
De Zuidelijke Nederlanden rond 1250; Lützelburg in oranje

Oorspronkelijk was Lucilinburhuc niet meer dan een fort waar nu de huidige stad Luxemburg is gelegen, tezamen met enige gebieden aan de Sûre en de Alzette gelegen in de Bidgouw. In een oorkonde van 963 werd Siegfried beleend met de burcht. Siegfried zou een zoon zijn van graaf Wigerik van de Bidgouw, tevens paltsgraaf van Lotharingen, maar dit is niet met zekerheid vast te tellen.
Spoedig kwamen de abdijen van Stavelot en Echternach ook onder invloed van de vorst van Luxemburg. In 1136 stierf het eerste huis Luxemburg uit met Koenraad II en erfde Hendrik de Blinde, graaf van Namen, het graafschap Luxemburg, dat daarmee tijdelijk een vereniging met het graafschap Namen aanging.
Deze eenheid hield geen stand, want toen Hendrik op ruim 80-jarige leeftijd stierf, werd de erfenis van zijn 10-jarige dochter Ermesinde II van Namen en Luxemburg betwist door haar achterneef Filips van Henegouwen. Het uiteindelijk resultaat van deze strijd was een schikking, waarbij in 1199 Namen werd toegewezen aan Filips, terwijl Ermesinde en haar echtgenoot Theobald I van Bar de graafschappen Luxemburg, La Roche en Durbuy tezamen met de abdijen mochten houden. Na de dood van Theobald huwde Ermesinde met Walram III van Limburg, waardoor haar zoon Hendrik V ook het graafschap Aarlen zou erven. Hij werd de stamvader van het tweede huis Luxemburg (Limburg-Luxemburg). Hierdoor ging een groot deel van de huidige Belgische provincie Luxemburg tot het graafschap behoren.
In 1312 werd graaf Hendrik VII van Luxemburg keizer en dat versterkte de positie van Luxemburg aanzienlijk. Zijn zoon Jan de Blinde werd door huwelijk ook koning van Bohemen, en daarmee een van de machtigste vorsten in het Duitse Rijk. In 1354 werd het graafschap tot hertogdom Luxemburg verheven.